# MacArthur Arakaza
MacArthur Arakaza (Makamba, 29 luglio 1995) è un calciatore burundese, portiere del Geita Gold.

## Carriera

### Nazionale
Ha esordito con la Nazionale burundese il 28 novembre 2012 disputando l'incontro di Coppa CECAFA vinto 1-0 contro la Tanzania.
È stato convocato per disputare la Coppa d'Africa 2019.